# Правила технічної експлуатації вугільних шахт
Правила технічної експлуатації вугільних шахт (СОУ 10.1-00185790-002-2005) — стандарт Мінвуглепрому України, що встановлює науково обґрунтовані і перевірені практикою технічні норми і правила, які слід виконувати під час проектування та розробки вугільних родовищ підземним способом, вимоги щодо утримання найважливіших споруд, обладнання, пристроїв і вимоги щодо безпечних умов експлуатації та охорони праці при проектуванні, будівництві, експлуатації, реконструкції і ліквідації шахт.
Правила поширюються на підприємства і організації, що здійснюють діяльність на вугільних шахтах, незалежно від форм власності та організаційно-правових форм господарювання.
Прийнято наказом Мінвуглепрому України від 14 листопада 2006 року № 539 на заміну НАОП 1.1.30-1.05-75 «Правила технической эксплуатации угольных и сланцевых шахт» (рос.).